# Partula clara

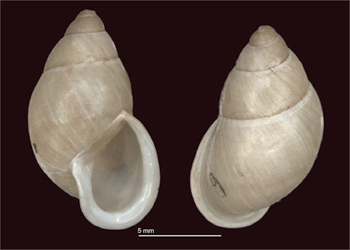
Gehäuse von Partula clara incrassa vom Tiapa-Tal (Crampton’s Aoua), Tahiti, gesammelt von Henry Edward Crampton zwischen 1906 und 1909

Partula clara ist eine vom Aussterben bedrohte Schneckenart der Gattung Partula. Sie ist endemisch auf Tahiti in den Gesellschaftsinseln.

## Beschreibung
Das länglich-eiförmige, dünnwandige Schneckenhaus von Partula clara erreicht eine Länge von 18 mm und einen Durchmesser von 8 mm. Die Gehäusemündung wird 8 mm lang und 4 mm breit. Die blass gelblich hornige oder hellbraune Gehäusewand kann leicht durchscheinend sein und ist manchmal mit schiefen axialen braunen Streifen versehen. An der Naht verläuft ein undurchsichtiger weißer Streifen. Die etwas glänzende Oberfläche ist mit feinen Zuwachsstreifen und sehr feinen, gedrängten, gewellten spiraligen Streifen überzogen. Das Gehäuse besteht aus 4 ¾ mäßig konvexen Umgängen, wobei die letzte Hälfte des Körperumganges unter dem Außenrand sichtbar zusammengedrückt und die Basis stark konvex ist. Die Gehäusemündung ist eiförmig und etwas schief, innen gewöhnlich blass bräunlich oder fleischfarben. Der weiße Mündungsrand ist umgebogen und verdickt, außer am Ansatz oben und der Spindel. Der Spindelansatz ist oben erweitert. Die hermaphroditische Schnecke gebiert lebende Junge. Sie ernährt sich von mikroskopischen Pflanzen und Detritus.

## Gefährdung
1974 wurde zur Bekämpfung eingeschleppter Großer Achatschnecken die Rosige Wolfsschnecke (Euglandina rosea) in Tahiti eingeführt, die den Achatschneckenpopulationen jedoch kaum etwas antat und innerhalb weniger Jahre zum Aussterben der meisten Partula-Arten führte. Von Partula clara halten sich dagegen trotz andauernder Präsenz der Raubschnecke noch einzelne Populationen, darunter im Tal Tiapa.